# ثورة الكانتونات

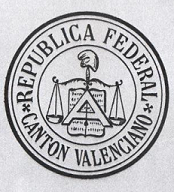
ختم الكانتون الفيدرالي لمدينة بلنسية (1873)

ثورة الكانتونات هي انتفاضة كانتونية وقعت في حقبة الجمهورية الإسبانية الأولى وبدأت في 12 يوليو 1873 في كارتاخينا أو قرطاجنة، ثم انتشرت في الأيام التالية في العديد من المناطق بما في ذلك بلنسية وأندلوسيا (وخاصة غرناطة). عانت كارتاخينا من حصار لجيش نيكولاس سالميرون استمر لعدة أشهر، وفي مقاطعتي سالامانكا وآبلة وكلها أماكن أتت لتعبر عن الكانتونية. ويمكن الملاحظة أن هناك محاولات لإقامة كانتونات في إكستريمادورا وقورية وهيرفاس وبلاسينثيا. وقد رأى بي مارغال أن الكانتونات أعلنت استقلالها بسبب تأخر فرض الضرائب المحسنة، فاستقال من منصبه ليخلفه سالميرون.
أصبح السياسي الكاتالوني فرانسيسك بي مارغال المترجم الرئيسي لأعمال بيير جوزيف برودون إلى الإسبانية، وبعدها بفترة وجيزة أضحى رئيسا لإسبانيا سنة 1873 عندما كان زعيم الحزب الجمهوري الديمقراطي الفيدرالي. ووفقا لجورج وودكوك «كان لهذه الترجمات تأثير عميق ودائم على تطور الفوضوية الإسبانية بعد 1870، ولكن قبل ذلك الوقت كانت أفكار برودونيان كما فسرها بي قد أعطت بالفعل الكثير من الإلهام للحركة الفيدرالية التي نشأت في أوائل عقد 1860». وفقا لموسوعة بريتانيكا «حاول بي مارجال خلال الجمهورية الإسبانية سنة 1873 إنشاء نظام سياسي لامركزي أو» الكانتونالي«على النمط البرودونيان».